# جگر ایتن
جَگِر ایتِن (انگلیسی: Jagger Eaton؛ زادهٔ ۲۱ فوریهٔ ۲۰۰۱) اسکیت‌بردباز اهل ایالات متحده آمریکا است.
وی در مسابقات کشوری و بین‌المللی در مجموع برندهٔ ۱ مدال برنز شده‌است.